# Colibrí ermità del Porculla
El colibrí ermità del Porculla (Phaethornis porcullae) és una espècie d'ocell de la família dels troquílids (Trochilidae) que habita al vessant occidental dels Andes, del nord-oest del Perú i sud-oest de l'Equador.

Considerat per diferents autors una subespècie de Phaethornis griseogularis.